# دیگری (فیلم ۱۳۸۸)
دیگری فیلمی به کارگردانی مهدی رحمانی، نویسندگی مهران کاشانی و تهیه‌کنندگی محمدعلی نجفی ساخته سال ۱۳۸۸ است. این فیلم در تاریخ ۱۰ آذر ۱۳۸۹ اکران شده است.

## خلاصه فیلم
پسری همراه مادرش در یک روستا زندگی می‌کند. او که پدرش را از دست داده، ناچار است همراه با دوست پدرش که قصد دارد با مادرش ازدواج کند برای فروش وانتی که شریک می‌باشند به تهران سفر کند. پسر نسبت به رفیق پدرش بدبین است در تهران برای آنها اتفاق‌های مختلف می‌افتد که نظرش دربارهٔ او عوض می‌شود و هنگامی که به روستا بازمی‌گردد متوجه می‌شود عموی بزرگش با مادرش ازدواج کرده است.